# No Need to Argue
No Need to Argue ist das zweite Studioalbum der irischen Rockband The Cranberries. Es erschien im Oktober 1994, avancierte zum weltweiten Nummer-eins-Album und Millionenseller.

## Geschichte
Die Erstveröffentlichung von No Need to Argue erfolgte am 3. Oktober 1994 bei Island Records. Das Album erschien als CD, LP, MC und DCC (Katalognummern: 524 050-2/-1/-4/-5) und setzte sich ursprünglich aus 13 Liedern zusammen.
Im Jahr 2002 wurde das Album unter dem Titel No Need to Argue (The Complete Sessions 1994–1995) neu veröffentlicht (Katalognummer: 440 063 090-2). Die Complete Sessions enthalten vier B-Seiten, die zur damaligen Zeit nicht auf dem Album erschienen sind – unter anderem eine Coverversion zu (They Long to Be) Close to You von Bacharach/David sowie einen Remix zu Zombie.
Im August 2015 erschien No Need to Argue erneut als LP-Format.

## Titelliste
1. Ode to My Family (Noel Hogan/Dolores O’Riordan) – 4:31
2. I Can’t Be with You – 3:07
3. Twenty-One (Hogan/O’Riordan) – 3:08
4. Zombie – 5:06
5. Empty (Hogan/O’Riordan) – 3:26
6. Everything I Said (Hogan/O’Riordan) – 3:52
7. The Icicle Melts – 2:54
8. Disappointment (Hogan/O’Riordan) – 4:14
9. Ridiculous Thoughts (Hogan/O’Riordan) – 4:32
10. Dreaming My Dreams – 3:36
11. Yeat’s Grave – 3:00
12. Daffodil Lament – 6:14
13. No Need to Argue – 2:54

## Singleauskopplungen
| Jahr | Titel               | Höchstplatzierung, Gesamtwochen, AuszeichnungChartplatzierungen (Jahr, Titel, , Platzierungen, Wochen, Auszeichnungen, Anmerkungen) | Höchstplatzierung, Gesamtwochen, AuszeichnungChartplatzierungen (Jahr, Titel, , Platzierungen, Wochen, Auszeichnungen, Anmerkungen) | Höchstplatzierung, Gesamtwochen, AuszeichnungChartplatzierungen (Jahr, Titel, , Platzierungen, Wochen, Auszeichnungen, Anmerkungen) | Höchstplatzierung, Gesamtwochen, AuszeichnungChartplatzierungen (Jahr, Titel, , Platzierungen, Wochen, Auszeichnungen, Anmerkungen) | Höchstplatzierung, Gesamtwochen, AuszeichnungChartplatzierungen (Jahr, Titel, , Platzierungen, Wochen, Auszeichnungen, Anmerkungen) | Höchstplatzierung, Gesamtwochen, AuszeichnungChartplatzierungen (Jahr, Titel, , Platzierungen, Wochen, Auszeichnungen, Anmerkungen) | Anmerkungen                                                   |
| Jahr | Titel               | DE | AT | CH | UK | US | IE | Anmerkungen                                                   |
| ---- | ------------------- | --- | --- | --- | --- | --- | --- | ------------------------------------------------------------- |
| 1994 | Zombie              | DE1 Platin · (28 Wo.)DE | AT2 Gold · (24 Wo.)AT | CH2 (31 Wo.)CH | UK14 ×3Dreifachplatin · (13 Wo.)UK                                                                                                  | — | IE3 (15 Wo.)IE | Erstveröffentlichung: 1. September 1994 Verkäufe: + 2.845.000 |
| 1994 | Ode to My Family    | DE29 (17 Wo.)DE | — | — | UK26 Silber · (8 Wo.)UK | — | IE16 (7 Wo.)IE | Erstveröffentlichung: 21. November 1994 Verkäufe: + 265.000   |
| 1995 | I Can’t Be with You | — | — | — | UK23 (5 Wo.)UK | — | IE21 (2 Wo.)IE | Erstveröffentlichung: 27. Februar 1995                        |
| 1995 | Ridiculous Thoughts | — | — | — | UK20 (3 Wo.)UK | — | IE23 (3 Wo.)IE | Erstveröffentlichung: 31. Juli 1995                           |

## Kommerzieller Erfolg

### Chartplatzierungen
No Need to Argue avancierte unter anderem in Australien, Belgien-Wallonien, Deutschland, Neuseeland, Österreich und Schweden zum Nummer-eins-Album. Darüber hinaus erreichte es Top-10-Platzierungen in Belgien-Flandern, den Niederlanden, der Schweiz und dem Vereinigten Königreich (je Rang 2), Norwegen (Rang 3) sowie den Vereinigten Staaten (Rang 6).
| ChartsChartplatzierungen       | Höchstplatzierung | Wochen |
| ------------------------------ | ----------------- | ------ |
| Deutschland (GfK)              | 1 (47 Wo.)        | 47     |
| Irland (IRMA)                  | 16 (4 Wo.)        | 4      |
| Österreich (Ö3)                | 1 (24 Wo.)        | 24     |
| Schweiz (IFPI)                 | 2 (50 Wo.)        | 50     |
| Vereinigte Staaten (Billboard) | 6 (90 Wo.)        | 90     |
| Vereinigtes Königreich (OCC)   | 2 (98 Wo.)        | 98     |

| ChartsJahrescharts (1995) | Platzierung |
| ------------------------- | ----------- |
| Deutschland (GfK)         | 2           |
| Österreich (Ö3)           | 6           |
| Schweiz (IFPI)            | 3           |

### Auszeichnungen für Musikverkäufe
Das Album verkaufte sich laut Quellen weltweit über 17 Millionen Mal. Davon sind 13 Millionen durch einzelne Schallplattenauszeichnungen belegt.
| Land/Region                  | Auszeichnungen für Musikverkäufe (Land/Region, Auszeichnung, Verkäufe) | Verkäufe    |
| ---------------------------- | ---------------------------------------------------------------------- | ----------- |
| Argentinien (CAPIF)          | Platin                                                                 | 60.000      |
| Australien (ARIA)            | 5× Platin                                                              | 350.000     |
| Belgien (BRMA)               | Platin                                                                 | (50.000)    |
| Dänemark (IFPI)              | 5× Platin                                                              | (100.000)   |
| Deutschland (BVMI)           | Platin                                                                 | (500.000)   |
| Europa (IFPI)                | 5× Platin                                                              | 5.000.000   |
| Finnland (IFPI)              | Gold                                                                   | (31.876)    |
| Frankreich (SNEP)            | Diamant                                                                | (1.000.000) |
| Italien (FIMI)               | Gold                                                                   | (25.000)    |
| Kanada (MC)                  | 5× Platin                                                              | 500.000     |
| Neuseeland (RMNZ)            | 8× Platin                                                              | 120.000     |
| Niederlande (NVPI)           | Platin                                                                 | (100.000)   |
| Österreich (IFPI)            | Platin                                                                 | (50.000)    |
| Polen (ZPAV)                 | Platin                                                                 | (100.000)   |
| Schweden (IFPI)              | Platin                                                                 | (100.000)   |
| Schweiz (IFPI)               | Platin                                                                 | (50.000)    |
| Spanien (Promusicae)         | 3× Platin                                                              | (300.000)   |
| Vereinigte Staaten (RIAA)    | 7× Platin                                                              | 7.000.000   |
| Vereinigtes Königreich (BPI) | 3× Platin                                                              | (900.000)   |
| Insgesamt                    | 2× Gold · 49× Platin · 1× Diamant ·                                    | 13.030.000  |

Hauptartikel: The Cranberries/Auszeichnungen für Musikverkäufe